# ロメオの心臓
『ロメオの心臓』（ロメオのしんぞう）は、BLANKEY JET CITYがポリドールから1998年6月24日にリリースした7作目のスタジオ・アルバム。

## 内容
インダストリアル、打ち込みを積極的に取り入れた意欲作。レディオヘッドの影響があったと伝えられる。元々のタイトルは「パンティー・ストッキング」。
公式発表では「ロメオの心臓」と書いて「ロメオのこころ」と読むが、メンバー自身は度々インタビューで「ロメオのしんぞう」と呼んでいる。アルバムの内容に関しては、「すごいかっこいい」「映画のサントラのように聞いて欲しい」と語っている。
レコーディングは東京で行い、約3か月で完成した。

## チャート成績
本作の売上枚数はBJC史上最高の30万枚以上。オリコンチャート7位を記録した。

## アートワーク
初回限定盤のみ横長の紙製デジパック仕様。三ツ折になっており開くとメンバーが野球をしている写真がパノラマで見られる。

## 収録曲
| 全作詞: 浅井健一（#10,#14はインスト曲）、全編曲: BLANKEY JET CITY。 |                          |                                  |                              |      |
| #                                                                   | タイトル                 | 作詞                             | 作曲                         | 時間 |
| 1.                                                                  | 「パイナップルサンド」   | 浅井健一 （#10,#14はインスト曲） | 浅井健一                     | 4:49 |
| 2.                                                                  | 「ぼくはヤンキー」       | 浅井健一 （#10,#14はインスト曲） | 浅井健一・中村達也           | 1:44 |
| 3.                                                                  | 「VIOLET FIZZ」          | 浅井健一 （#10,#14はインスト曲） | 浅井健一                     | 4:14 |
| 4.                                                                  | 「彼女は死んだ」         | 浅井健一 （#10,#14はインスト曲） | 照井利幸・浅井健一           | 5:48 |
| 5.                                                                  | 「君の手のひらに」       | 浅井健一 （#10,#14はインスト曲） | 浅井健一                     | 4:54 |
| 6.                                                                  | 「スクラッチ」           | 浅井健一 （#10,#14はインスト曲） | 照井利幸・浅井健一           | 4:03 |
| 7.                                                                  | 「赤いタンバリン」       | 浅井健一 （#10,#14はインスト曲） | 浅井健一                     | 3:50 |
| 8.                                                                  | 「ロメオ」               | 浅井健一 （#10,#14はインスト曲） | 浅井健一                     | 3:09 |
| 9.                                                                  | 「HAPPY SUNDAY MORNING」 | 浅井健一 （#10,#14はインスト曲） | 照井利幸・浅井健一           | 2:49 |
| 10.                                                                 | 「古い灯台」(inst.)      | 浅井健一 （#10,#14はインスト曲） | 浅井健一・照井利幸・中村達也 | 2:22 |
| 11.                                                                 | 「幸せな人」             | 浅井健一 （#10,#14はインスト曲） | 照井利幸                     | 6:13 |
| 12.                                                                 | 「ドブネズミ」           | 浅井健一 （#10,#14はインスト曲） | 浅井健一                     | 5:40 |
| 13.                                                                 | 「小さな恋のメロディ」   | 浅井健一 （#10,#14はインスト曲） | 浅井健一                     | 4:32 |
| 14.                                                                 | 「ハツカネズミ」(inst.)  | 浅井健一 （#10,#14はインスト曲） | 浅井健一                     | 5:01 |
| 合計時間:                                                           | 合計時間:                | 合計時間:                        | 59:08                        |      |

### 楽曲解説
1. パイナップルサンド
11thシングル「小さな恋のメロディ」のC/W。
SEのサイレン音は、映画『マッドマックス』からサンプリングされている。
2. ぼくはヤンキー
中村達也が楽曲作りに参加。
3. VIOLET FIZZ
今までに無い、打ち込みが前面に出ている。
4. 彼女は死んだ
照井がウッドベースを使用している。
5. 君の手のひらに
6. スクラッチ
リズムは全て打ち込みの楽曲。
照井がウッドベースを使用している。
7. 赤いタンバリン
10thシングル。
今までの作品に比べ、ポップだと言われることが多いが、メンバーは、特にポップな曲を書こうという意識は無く、単にかっこいいと思い作った。後のベスト・アルバム『Blankey Jet City 1997-2000』に収録される。
8. ロメオ
9thシングル「左ききのBaby」C/W曲。アルバム表題曲。
ユアン・マクレガーが出演するボブソンジーンズのCMタイアップが先に決まり、そのために書き下ろした。
後のベスト・アルバム『Blankey Jet City 1997-2000』に収録される。
9. HAPPY SUNDAY MORNING
10. 古い灯台
Instrumental。
ライジング・サン・ロックフェスティバルで、各バンド入場曲に使用された。後のベスト・アルバム『Blankey Jet City 1997-2000』に収録される。
11. 幸せな人
12. ドブネズミ
13. 小さな恋のメロディ
11thシングル。
同タイトルの映画が基になっている。
「家族そろってボキャブラ天国」エンディングテーマ曲。
14. ハツカネズミ
12曲目「ドブネズミ」のInstrumental。